# Петров, Юрий Филиппович
Ю́рий Фили́ппович Петро́в (19 апреля 1936, Убеево, Красноармейский район, Чувашская АССР — 24 августа 2012, Иваново) — советский и российский паразитолог, доктор ветеринарных наук (1980), профессор (1982), академик Российской академии сельскохозяйственных наук (2005).

## Биография
Петров Юрий Филиппович родился 19 апреля 1936 года в маленьком селе Убеево Красноармейского района Чувашской Республики. Сейчас все население Убеево – менее 300 человек: 100 домов, церковь и одна школа. 
В 1951–1955 гг. учился в ветеринарном отделении Вурнарского зоовет-техникума Чувашской Республики, после окончания которого, как один из лучших учащихся, был направлен на учебу в Ленинградский ветеринарный институт, который окончил с отличием в 1960 г.
- 1960—1961 гг. — главный ветеринарный врач совхоза «Красный пахарь» Ленинградской области,
- 1962—1963 гг. — главный ветеринарный врач совхоза «Арык-Балыкский» Кокчетавской области,
- 1962—1963 гг. — заместитель начальника ветеринарного отдела Кокчетавской области,
- 1963—1964 гг. — заведующий отделом Чувашской республиканской ветеринарной лаборатории,
- 1965—1974 гг. — аспирант, научный сотрудник Всероссийского НИИ болезней птиц (Ленинград),
- с 1974 г. — в Ивановской государственной сельскохозяйственной академии, где прошёл путь от ассистента до (с 1977 г.) заведующего кафедрой паразитологии.

Исследовательская деятельность ученого посвящена изучению биологии гельминтов, эпизоотологии, патогенеза, клинической картины гельминтозов. Им предложены 3 новых отечественных антгельминтика. Автор более 500 научных работ, в том числе 10 монографий, 16 рекомендаций федерального уровня, 30 свидетельств и 2 патентов на изобретения. Под его руководством подготовлено 26 докторских и 69 кандидатских диссертаций. Являлся членом экспертного совета ВАК РФ, председателем диссертационного совета при Ивановской ГСХА, заместителем председателя диссертационного совета Чувашской ГСХА, членом бюро отделения ветеринарной медицины РАСХН, заместителем председателя секции «Инвазионные болезни сельскохозяйственных животных» РАСХН.
В 1993 г. был избран членом-корреспондентом, а в 2005 г. — академиком Россельхозакадемии в отделении ветеринарной медицины (гельминтология).
В 1985 году вступил в КПСС, в дальнейшем восстановился в партии КПРФ и не покидал её до конца своих дней.

## Научные труды
- Петров Ю. Ф. Паразитоценозы и ассоциативные болезни сельскохозяйственных животных. — Л.: Агропромиздат. Ленингр. отд-ние, 1988. — 176 с. — (Библиотечка практического ветеринарного врача). — 36 000 экз. — ISBN 5-10-000062-7.
- Петров Ю. Ф. Функциональная активность желёз внутренней секреции при гельминтозах животных. — Иваново, 1992.
- Петров Ю. Ф. Ассоциативные болезни свиней и их профилактика. — Иваново, 1994. — 55 с.
- Петров Ю. Ф., Большакова А. Ю. и др. Научно обоснованная система профилактики паразитарных болезней животных в хозяйствах Костромской области / Адм. Костром. обл.. — Кострома, 1996. — 75 с.
- Петров Ю. Ф., Ащеулов В. И. Шмели — опылители сельскохозяйственных растений в теплицах. — Иваново, 2001. — 233 с.
- Петров Ю. Ф., Гудкова А. Ю., Ащеулов В. И. Болезни шмелей. — Иваново, 2003. — 107 с.

## Награды и звания
Заслуженный деятель науки Российской Федерации (1994). Награждён медалью ордена «За заслуги перед Отечеством» 2-й степени (2006). Награждён золотой медалью им. акад. К. И. Скрябина (1998), 7 золотыми, 6 серебряными, 5 бронзовыми медалями, 7 дипломами ВДНХ и ВВЦ.